# Hayesia delaia
Hayesia delaia är en fjärilsart som beskrevs av William Schaus 1911. Hayesia delaia ingår i släktet Hayesia och familjen trågspinnare. Inga underarter finns listade i Catalogue of Life.